# Bert-Ola Nordlander
Bert-Ola Nordlander (* 12. August 1938 in Sundsvall) ist ein ehemaliger schwedischer Eishockeyspieler und -trainer.

## Karriere

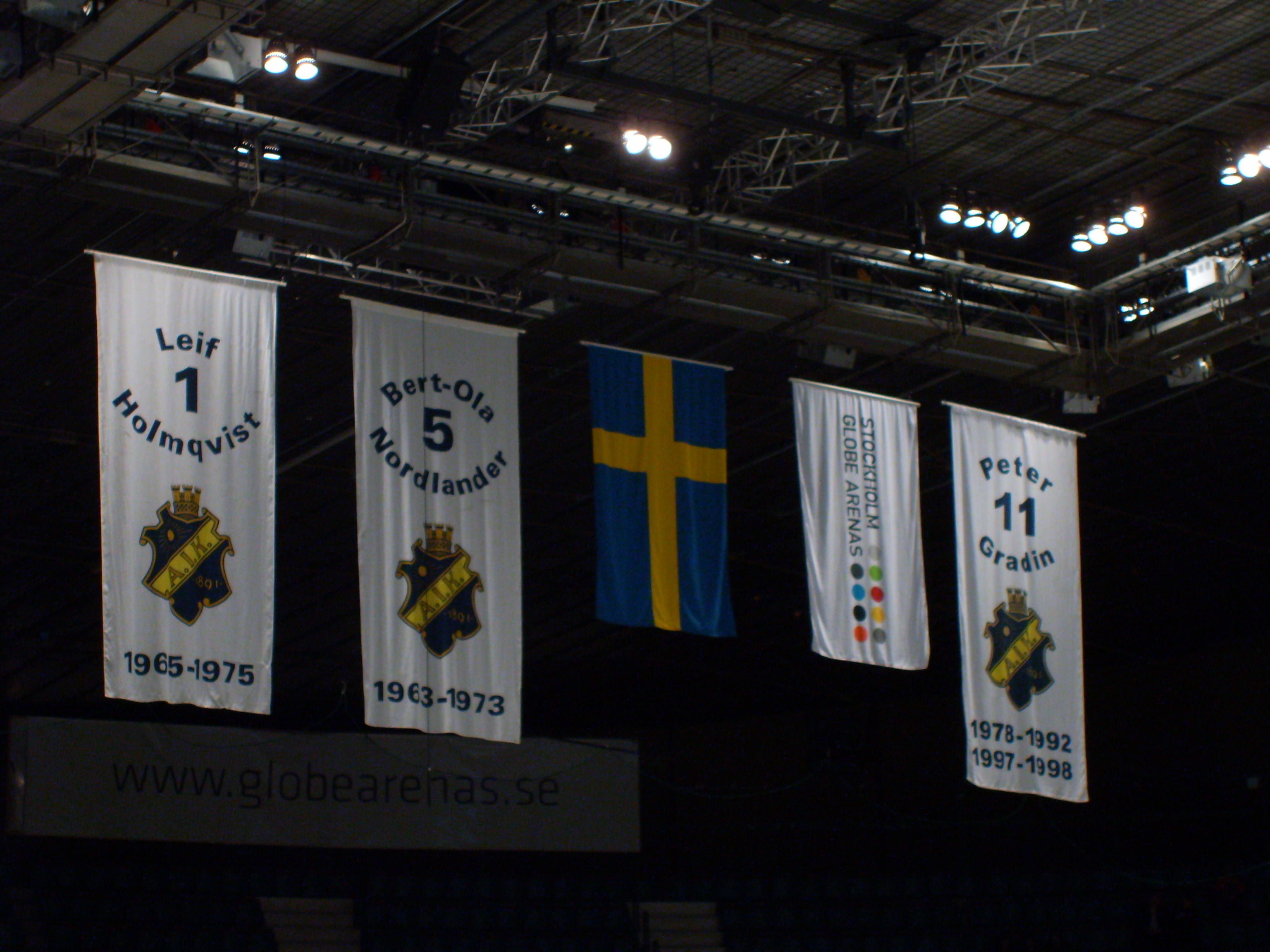
Nordlanders gesperrte Nummer 5

Bert-Ola Nordlander begann seine Karriere als Eishockeyspieler beim Wifsta/Östrands IF, für dessen Profimannschaft er von 1956 bis 1963 in der Division 1, der damals höchsten schwedischen Spielklasse, aktiv war. Anschließend spielte er zehn Jahre lag bis zu seinem Karriereende für den Ligarivalen AIK Solna, bei dem er einer der Führungsspieler war. Aufgrund seiner Verdienste um den Verein wurde seine Trikotnummer 5 von AIK gesperrt und wird an keinen anderen Spieler mehr vergeben.
Von 1979 bis 1981 war Nordlander als Cheftrainer des Djurgårdens IF aus der Elitserien tätig.

### International
Für Schweden nahm Nordlander an den Olympischen Winterspielen 1960 in Squaw Valley, 1964 in Innsbruck, 1968 in Grenoble und 1972 in Sapporo teil. Bei den Winterspielen 1964 gewann er mit seiner Mannschaft die Silbermedaille. Zudem stand er im Aufgebot seines Landes bei den Weltmeisterschaften 1962, 1963, 1965, 1967, 1969 und 1971. Bei den Weltmeisterschaften 1965 und 1971 gewann er mit seiner Mannschaft jeweils die Bronze-, bei den Weltmeisterschaften 1963, 1967 und 1969 die Silbermedaille. Bei der WM 1962 gewann Nordlander mit Schweden die Goldmedaille. Als bestes europäisches Team wurde die Mannschaft zudem Europameister.

## Erfolge und Auszeichnungen
| - 1961 Schwedisches All-Star Team - 1962 Schwedisches All-Star Team - 1963 Schwedisches All-Star Team - 1967 Guldpucken | - 1968 Schwedisches All-Star Team - 1969 Schwedisches All-Star Team - 1971 Schwedisches All-Star Team |

### International
| - 1962 Goldmedaille bei der Weltmeisterschaft - 1963 Silbermedaille bei der Weltmeisterschaft - 1964 Silbermedaille bei den Olympischen Winterspielen - 1965 Bronzemedaille bei der Weltmeisterschaft | - 1967 Silbermedaille bei der Weltmeisterschaft - 1969 Silbermedaille bei der Weltmeisterschaft - 1971 Bronzemedaille bei der Weltmeisterschaft |